# Токсичност локалних анестетика
Токсичност локалних анестетика је нежељена појава која се мо
е јавиити након неадекватне примене локалне анестезије.Иако су генерално локални анестетици безбедни они у неким случајевима могу изазвати нежељене реакције чак и када се правилно примењују. Токсичност локалних и инфилтрационих анестетика може бити локална или системска. Локални нежељени ефекти укључују неуроваскуларне манифестације као што су продужена анестезија и парестезије, које могу постати иреверзибилне. Системска токсичност најчешће укључује централни нервни систем (ЦНС) или кардиоваскуларни систем.

## Епидемиологија
Учесталост токсичности локалних анестетика је тешко одредити јер се ови агенси широко користе у различитим окружењима, која већину  реакција киоје вероватно укључује само мање симптоме, не пријављује. 
Процењено је да се системска токсичност од локалних анестетика јавља у 0,03% блокова периферних нерава, или код 0,27 епизода на 1.000 блокова.
У Сједињеним Америчким Државама 2019. године, према Америчком удружењу за контролу тровања (AAPCC), пријављено је 1.934  случајева токсичности код једнократног излагања лидокаину, заједно са 2.774 слућајева након једнократног излагања другим или непознатим локалним анестетицима. 
Након излагања  лидокаину (које је пријавио AAPCC), у 621 случај токсичности се догодило код деце млађе од 6 година.

## Етиологија
Нежељени ефекти локалних анестетика обично су узроковани високим концентрацијама агенса у плазми, што може бити последица једног од следећих фактора:
- Ненамерна интраваскуларна инјекција
- Прекомерна доза или брзина ињекције
- Одложено уклањање лека
- Примена у васкуларно ткиво

Фактори од стране пацијента такође могу утицати на токсичност, на пример:
- пошто се лидокаин метаболише у јетри, дисфункција јетре повећава ризик од токсичности.
- лидокаин се везује за протеине, тако да стања са ниским садржајем протеина такође могу повећати ризик.
- ацидоза повећава ризик јер фаворизује дисоцијацију лидокаина од протеина плазме.
- интеракције са другим лековима (нпр циметидин, бета-блокатори) такође могу утицати на нивое лидокаина.

Системска токсичност анестетика најчешће укључује централни нервни систем (ЦНС) или кардиоваскуларни систем. Истовремена примена других лекова, као што су бензодиазепини, може прикрити развој симптома ЦНС-а, али не и кардиоваскуларних.
Релативно ретко (< 1%), локални анестетици могу да утичу на имуни систем, производећи алергијску реакцију посредовану имуноглобулином Е (ИгЕ). Већина случајева је повезана са употребом амино естара. Неки анестетици, посебно бензокаин, су повезани са хематолошким ефектима (метхемоглобинемија).
Токсичност за ЦНС је двофазна. Раније манифестације су последица ексцитације ЦНС-а, са проблемима као што су напади. Наредне манифестације укључују депресију ЦНС-а са престанком конвулзија и појавом несвестице и респираторне депресије или застоја дисања.
Кардиоваскуларни ефекти се јављају при вишим концентрацијама локалних анестетика у серуму. Ови ефекти могу укључивати реентрантне аритмије. Пријављено је убрзање вентрикуларног пулса код пацијената са преткоморском аритмијом. 

## Патофизиологија
Почетак дејства, јачина и трајање деловања локалног анестетика одређују се пКа агенса, растворљивост липида, везивање за протеине и вазодилататорни ефекти, заједно са пХ вредностошћу ткива. Повећање дозе применом високе концентрације скраћује почетак уз повећање трајања деловања, као и повећава могућност нежељених/токсичних реакција.
ПКа агенс је примарни фактор који одређује почетак његовог деловања. Нижи пКа повећава пенетрацију у ткиво и скраћује почетак деловања, због повећане растворљивости нејонизованих (ненаелектрисаних) честица у липидима. ПКа који је ближи пХ вредности оптимизује пенетрацију. 
Поред тога, запаљење у екстрацелуларном простору може смањити пХ  вреднсоти и може успорити почетак деловања.
Место администрације (примене) је такође фактор; почетак је продужен у подручјима са повећаном величином ткива или нервног омотача. 
Додавање натријум бикарбоната убрзава почетак деловања повећањем фракције агенса у нејонизованом стању.
Фактори потенције анестатика
Неки од фактора који могу да утичу на потенцију локалног анестетика су:
- Високи коефицијенти поделе, који одражавају липофилност, промовишу пролаз анестетика у мембрану липидног нерва, повећавајући његову потенцију
- Вазодилатација подстиче васкуларну апсорпцију, чиме се смањује локално доступан лек и смањује потентност
- Додавање натријум бикарбоната повећава се пХ вреднсот, чиме се повећавају нејонизоване честице, које су растворљивије у липидима, што повећава привидну потенцију

Већина локалних анестетичких раствора који садрже претходно помешани епинефрин садрже конзервансе; у овим растворима, пХ вреднсот се подешава на ниже вредности да би се одржала стабилност епинефрина и антиоксиданаса.
Трајање активности
На трајање активности анестетика утичу следећи фактори:
- Додавање епинефрина растворима локалних анестетика продужава трајање деловања изазивајући вазоконстрикцију и смањење системске апсорпције
- Степен везивања за протеине првенствено одређује трајање деловања; високо везивање за протеине повећава трајање

Концентрација и разблаживање анестетика
Концентрација лека је изражена у процентима (нпр. бупивакаин 0,25%, лидокаин 1%). Проценат се мери у грамима на 100 ml (1% је 1 г/100 ml [1000 mg/100 ml], или 10 mg по ml).
Брзо израчунавање концентрације mg/ml из процента померањем децималне запете за 1 место удесно, као у следећим примерима:
- Бупивакаин 0,25% = 2,5 mg/ml
- Лидокаин 1% = 10 mg/ml

Када се епинефрин комбинује у раствору анестетика, резултат се изражава као разблаживање (нпр 1:100.000), на следећи начин:
1:1000 значи 1 mg на 1 ml (или 0,1%)
1:10.000 значи 1 mg на 10 ml (или 0,01%)
1:2000 значи 1 mg на 2 ml (или 0,05%)
1:20.000 значи 1 mg на 20 ml (или 0,005%)
0,1 ml епинефрина. 1:1000 додато у 9,9 ml раствора анестетика = 1:100,000 разблажења или 0,01 mg/ml
За већа разблажења, видети табелу у наставку:
| Раствор Волуме | 1:100.000 (1 mg/100 ml) | 1:200.000 (1 mg/200 ml) |
| -------------- | ----------------------- | ----------------------- |
| 1 ml           | 0,01 mg                 | 0,005 mg                |
| 5 ml           | 0,05 mg                 | 0,025 mg                |
| 10 ml          | 0,1 mg                  | 0,05 mg                 |
| 20 ml          | 0,2 mg                  | 0,1 mg                  |

Пример: 50 ml 1% лидокаина са епинефрином 1:100,000 садржи 500 mg лидокаина и 0,5 mg епинефрина.

### Механизми токсичности
Ефекти на централни нервни систем
Токсичност локалних анестетика на централни нервни систем (акроним ЦНС)  се у почетку манифестује као ексцитација централног нервног система, након чега следи депресија ЦНС-а. Овај двофазни ефекат се јавља зато што локални анестетици прво блокирају инхибиторне ЦНС путеве (што резултује стимулацијом), а затим на крају блокирају и инхибиторне и ексцитаторне путеве (што резултује укупном инхибицијом централног нервног систем).
Ефекти на кардиоваскуларни систем
Кардиоваскуларни ефекти се јављају зато што ови агенси блокирају натријумове канале кпреко механизам брзог уласка и успоравања који утиче на спровођење импулса кроз срце и нервно ткиво. У срцу, ово смањује Vmax (брзину деполаризације током фазе 0 срчаног акционог потенцијала) и може довести до реентрантних аритмија. Поред тога, проводљивост кроз синусне и атриовентрикуларне чворове је потиснута.

## Клиничка слика
Манифестације токсичности локалних  анестетичкасе обично се појављују 1-5 минута након инјекције, али почетак може бити у распону од 30 секунди до чак 60 минута. Почетне манифестације такође могу веома варирати. Симптоми токсичности локалног анестетика укључују промене у функцији централног нервног система и кардиоваскуларног система, као што су:
- циркуморална и/или утрнулост језика,   - пацијент се жали на зујање у ушима и почиње да буде нејасно.
- вртоглавица и омаглица, која настају са повећањем концентрације локалних анестетикау крви,
- визуелне и слушне поремећаје (потешкоће са фокусирањем и тинитус)
- дезоријентацију
- поспаност,
- метални укус,
- дизартрија.

Иако се срчана токсичност класично не јавља без претходне токсичности  ЦНС, бројни објављени извештаји о случајевима описују епизоде ограничене на кардиоваскуларне манифестације. У овим случајевима, почетак симптома је одложен за 5 минута или више.
Ако се ниво локалних анестетика у крви даље повећава, јављају се грчеви мишића тела, губитак свести, конвулзије и на крају кома и респираторни застој. Ови симптоми су резултат неравнотеже између ексцитаторних и инхибиторних путева унутар централног нервног система, што је узроковано блокадом система гама амино-бутерна киселина (ГАБА) због повећања концентрације локалних анестетика у можданом ткиву.
Без адекватног препознавања и лечења, ови знаци као симптоми могу напредовати у нападе, респираторни застој и/или кому. Док се токсичност за ЦНС често манифестује горе наведеним почетним карактеристикама, а најчешћа последица су напади.

## Диференцијална дијагноза
Диференцијално дијагностички код сумље на токсичност након ппримене локалних анестетика треба имат у виду следећа стања:
- Анафилаксу[14]

- Анксиозне поремећаје

- Токсичност кокаина

- Поремећаје конверзије

## Терапија
Код пацијената код којих се сумња на токсично дејство локалног анестетика, почетни корак је стабилизација потенцијалних претњи по живот. Ако се знаци и симптоми развију током примене локалног анестетика, лекар одмах треба зауставите убризгавање инјекције и припремити се за лечење реакције, уз адекватну оксигенацију, било преко маске за лице или преко интубације.
Предност има праћење предстојећег застоја дисања, значајније хипотензије, аритмије и напада. Када се искључи друга могућа етиологија нових симптома код пацијента се може се почети са лечењем специфичних симптома.
Бензодиазепини су лекови избора за контролу напада. Пропофол се може користити за контролу напада, али постоји ризик од појачавања кардиоваскуларне токсичности; уз избегавање велике дозе, посебно код хемодинамски нестабилних пацијената. Рефракторни напади се могу лечити барбитуратима или могу захтевати неуромишићну блокаду (нпр  сукцинилхолином).
У тешким реакцијама, треба надгледати кардиоваскуларни систем и подржавати пацијента интравенским течностима и вазопресорима по потреби. Пожељне су мале болусне дозе епинефрина (≤1 мцг/кг). Вазопресин, блокаторе калцијумових канала, бета-блокаторе или друге локалне анестетике треба избегавати.
Хипоксемија и метаболичка ацидоза могу појачати кардиоваскуларну токсичност лидокаина и других локалних анестетика. Рана контрола напада и агресивно управљање дисајним путевима за лечење хипоксемије и ацидозе могу спречити срчани застој. Употреба натријум бикарбоната може се размотрити за лечење тешке ацидозе.
Срчани застој услед токсичности локалног анестетика је ретка, али је добро позната компликација која се може јавити у случајевима великог предозирања, посебно оних које укључују ненамерну интраваскуларну инјекцију. Ови пацијенти имају повољну прогнозу ако се циркулација може обновити пре него што дође до хипоксемичне повреде. Стога је у већини случајева индикована агресивна реанимација. 
Према постојећој литератури, срчане аритмије узроковане повишеном концентрацијом локалних анестетика могу се лечити са амиодароном, иако за то недостаје клиничко искуство.
Кардиопулмонални бајпас и вено-артеријска екстракорпорална мембранска оксигенација (ВА-ЕЦМО) су ефикасно коришћени за лечење срчаног застоја након токсичноог дејства локалних анестетика.
Тренутне смернице препоручују интравенску (ИВ) инфузију липидне емулзије да би се преокренули срчани и неуролошки ефекти токсичности локалног анестетика. Иако нису спроведене слепе студије на људима, системски преглед и мета-анализа су потврдили ефикасност терапије липидним емулзијама.  Извештаји о случајевима подржавају рану употребу липидне емулзије при првом знаку аритмије, продужене активности напада или брзог напредовања токсичних манифестација код пацијената са сумњом на локалну токсичност анестетика.
Ретко, локални анестетици могу изазвати алергијску или хематолошку реакцију. Алергијске реакције се могу лечити дифенхидрамином и кортикостероидима. Анафилакса такође може захтевати давање епинефрина. Метхемоглобинемију у почетку треба лечити симптоматски. Накнадни третман је вођен нивоом метхемоглобина у крви; метилен плаво и хипербарични кисеоник могу бити потребни у тешким случајевима. 
Може доћи и до локалне исхемијске или нервне токсичности, посебно у екстремитетима уз продужену анестезију или употребу агенаса који садрже епинефрин. Сумња на оштећење нерва треба да подстакне неуролошку консултацију за хитне студије периферних нерава. Ако се сумња на васкуларни компромис, као што је исхемија екстремитета, одмах се у терапију треба укључити васкуларни хирург.
Пацијенти са упорним или нерешеним значајним реакцијама захтевају пријем уу болницу и интензивну негу како  би били под надзором ради посматрања, даље евалуације и лечења. Пацијенти који су стабилни и имају мање или лако контролисане нежељене реакције могу бити отпуштени на кућнолечење под надзором на амбулантној основи.
Коначно, превенција токсичности локалних анестетика увек треба да буде примарни циљ. Иако се све нежељене реакције не могу предвидети, компликације се могу свести на минимум:
- строгим поштовањем смерница о дозирању анестетика,

- идентификацијом пацијената са повећаним ризиком

- применом одговарајућих техника током примене анестетика како би се избегла ненамерна интраваскуларна инјекција.

### Лечење токсичности централног нервног система
Лечење компликација и токсичности централног нервног система (ЦНС) остаје контроверзно. Напади су успешно лечени бензодиазепинима или барбитуратима (нпр. фенобарбитал); Извештаји о случајевима показују да су 1 mg/kg интравенозног пропофола (Диприван) и 2 mg/kg интравенозног тиопентала (Пентотхал) успешни у заустављању нападаја изазваних локалним анестетиком и трзања мишића.
Америчко друштво за регионалну анестезију и контролу бола (АСРА) препоручује бензодиазепине као третман прве линије за нападе изазване локалним анестетиком, јер ови лекови имају ограничен потенцијал за изазивање срчане депресије. Ако бензодиазепини нису доступни, АСРА сматра пропофол прихватљивом алтернативом, али напомиње да га треба користити у најнижој ефективној дози, због потенцијала да погорша хипотензију или срчану депресију. Посебно треба избегавати пропофол код пацијената који показују знаке кардиоваскуларне нестабилности, јер може изазвати значајну брадикардију.

### Лечење кардиоваскуларне токсичности
Продужени ПР, КРС и КТ интервали који потенцирају реентрантне тахикардије са аберантном проводљивошћу могу најавити кардиоваскуларну токсичност. Срчана реанимација таквих пацијената може бити тешка и продужена (30-45 мин) јер су неки анестетици веома растворљиви у липидима и захтевају дуго време за редистрибуцију. Међутим, неки од ових пацијената могу се успешно лечити правилно спроведеном кардиопулмоналном реанимацијом (ЦПР).
Ако дође до срчаног застоја, АСРА препоручује стандардну напредну подршку за живот срца (АЦЛС) са следећим модификацијама:
- Ако се користи епинефрин, пожељније су мале почетне дозе (10-100 μg болуса код одраслих).
- Вазопресин се не препоручује
- Избегавајте блокаторе калцијумових канала и бета-блокаторе
- Ако се развију вентрикуларне аритмије, пожељнији је амиодарон

Код пацијената са срчаном токсичношћу, избегавање употребе лидокаина и сродних антидиритмичких средстава класе ИБ (нпр. мексилетин, токаинид) је кључно јер могу да погоршају токсичност. Лидокаин се успешно користи код аритмија изазваних бупивакаином, али његова адитивна токсичност за ЦНС и даље представља велику забринутост.
Код пацијената који не реагују на стандардне мере реанимације, неки извештаји о случајевима указују на то да употреба срчаног пејсинга и кардиопулмоналног бајпаса може побољшати исход. Кардиопулмонални бајпас може послужити као премошћавајућа терапија све док се нивои локалног анестетика у ткивима не ослободе.  Екстракорпорална мембранска оксигенација (ВА-ЕЦМО) је на сличан начин коришћена за одржавање системске перфузије и оксигенације све док се кардиоваскуларна токсичност локалног анестетика не реши.
У корејској студији, комбиновани болуси глукозе, инсулина и калијума били су успешни у преокретању кардиоваскуларног колапса изазваног бупивакаином. Међутим, доза од 2 јединице/кг инсулина која се користи у овом протоколу може бити изазовна за употребу у клиничкој пракси због оклевања лекара да дају тако необично високе дозе. У Кини се показало да схенфу , екстракт традиционалних кинеских биљних лекова, смањује ЦНС и кардиоваскуларну токсичност бупивакаина на пацовима.

#### Лечење алергијских реакција
Иако су алергијске реакције на локалне анестетике изузетно ретке, оне се лече у зависности од тежине:
- Благе кожне реакције могу се лечити оралним или интравенским (ИВ) дифенхидрамином (Бенадрил, 25 - 50 mg за одрасле, 1 mg/kg за педијатријске пацијенте).

- За озбиљније алергијске реакције, даје се субкутани епинефрин (0,3 ml разблажења 1:1000) и пажљиво прати даља декомпензацију.

Кортикостероиде (125 mg метилпреднизолона интравенски или 60 mg преднизона орално) треба давати пацијенту са тешким алергијским реакцијама (нпр. респираторни дистрес, хипотензија).

## Превенција
Следећи предлози могу помоћи да се избегну компликације повезане са употребом локалне анестетике, посебно код пацијената у хитној помоћи:
- Размислити о добијању и документовању информисаног пристанка код особа са претходном историјом анестезијских реакција

- Документовати количину и врсту анестетика који се користи током процедуре

- Увек прибавите адекватну анамнезу и обавити физички преглед да би се  идентификовали факторе ризика и алергије

- Не треба користити антидиритмике класе 4 (укључујући фенитоин) за нападе или аритмије за које се верује да су последица токсичности кокаина

- Размотрите промене у неуролошким знацима или симптомима као могућу манифестацију токсичности анестетика

- Обавезно обавити пријем пацијената са озбиљним или нерешеним симптомима

- Знати токсичну дозу локалног анестетика који се користи. Користите најнижу концентрацију и запремину локалног анестетика који и даље даје добре резултате. Користите растворе који садрже епинефрин када нису контраиндиковани да успорите васкуларно узимање путем вазоконстрикције.

- Опишите ране симптоме предозирања локалним анестетиком пацијентима и упутите их да обавесте лекара ако доживе било који од ових ефеката. Будите сигурни да пацијенти разумеју ефекте локалних анестетика и да треба да кажу лекару ако се појаве симптоми.

- Пажљива метода убризгавања може помоћи у спречавању токсичних реакција. Спроведите инјекције велике запремине (> 5 ml) полако, у корацима од 3 ml. Престаните да аспирирате и обратите пажњу на крв у шприцу након сваких убризганих 3 ml. Убризгавање локалног анестетика на овај начин смањује шансе за интраваскуларну инјекцију великог обима.

- Одржавајте вербални контакт са пацијентом током поступка. Ово помаже у откривању суптилних симптома, као што је дизартрија, као и оних тежих, као што су промене у менталном статусу.

- Пошто бензодиазепини подижу праг за симптоме ЦНС-а, али не и за кардиоваскуларне симптоме, тешка премедикација бензодиазепинима ће вероватно довести до тога да пацијент директно напредује до кардиоваскуларне токсичности без показивања прелиминарних знакова токсичности ЦНС-а.

- Ниже концентрације локалних анестетика се обично користе за инфилтрациону анестезију.

Варијације у дози локалног анестетика зависе од процедуре, степена потребне анестезије и индивидуалних околности пацијента. Употреба смањене дозе је индикована код следећих пацијената:
- ослабљени или акутно болесни.

- веома мала деце,
- геријатријски случајеви

- особе са обољеном функцијом јетре, атеросклерозом или оклузивном артеријском болешћу

## Прогноза
Ако се одржавају оксигенација, вентилација и минутни волумен срца, пацијенти се обично  потпуну опораве без последица.
Без лечења, токсичност локалног анестетика може довести до:
- напада,

- респираторне депресије или застоја дисања,

- хипотензије,

- кардиоваскуларног колапса или срчаног застоја

- смрти.

Према годишњем извештају  Националног система података о тровању за 2019. годину:
- 319 изложености лидокаину није имало негативан исход;

- 244 изложености резултовало је мањим проблемима;

- 96, умереним проблемима;

- 24, са тешким проблемима;

- 3 смртна случаја.[2]

## Спољаше везе
|  | Молимо Вас, обратите пажњу на важно упозорење у вези са темама из области медицине (здравља). |